# This Is an EP Release
Albums de Digital Underground
Sex Packets
(1990) Sons of the P
(1991)
This Is an EP Release est un EP de Digital Underground, sorti le 15 janvier 1991.
Les chansons Tie the Knot et Same Song font partie de la bande originale du film Tribunal fantôme. C'est dans Same Song que Tupac Shakur fait sa première apparition. On le retrouve également sur le titre The Way We Swing (Remix) dans lequel il fait les chœurs, improvisant des séquences humoristiques entre les couplets.
L'album s'est classé 7e au Top R&B/Hip-Hop Albums et 29e au Billboard 200 et a été certifié disque d'or le 18 mars 1991 par la Recording Industry Association of America (RIAA).

## Liste des titres
| No | Titre                             | Contient un (des) sample(s) de                                            | Durée |
| -- | --------------------------------- | ------------------------------------------------------------------------- | ----- |
| 1. | Same Song (featuring 2Pac)        | Walk This Way d'Aerosmith Theme From the Black Hole de Parliament         | 6:29  |
| 2. | Tie The Knot                      | Treulich Geführt de Richard Wagner Synthetic Substitution de Melvin Bliss | v3:13 |
| 3. | The Way We Swing (Remix)          |                                                                           | 4:58  |
| 4. | Nuttin' Nis Funky                 | Fat Time de Miles Davis                                                   | 9:41  |
| 5. | Packet Man (Worth a Packet Remix) | Windy City de Rodney Franklin                                             | 4:58  |
| 6. | Arguin' on the Funk               | Flash Light de Parliament                                                 | 3:50  |